# NGC 659
NGC 659 este un roi deschis din constelația Cassiopeia. A fost descoperit de Caroline Herschel în 1783.